# 호억준
호억준(扈億俊, 1885년 2월 8일 ~ 1941년 4월 7일)은 대한제국 독립운동가이다.

## 생애
호(號)는 대호지(大湖芝)인 그는 충청도 서산(忠淸道 瑞山)에서 출생하였고 지난날 한때 충청도 당진에서 잠시 유아기를 보낸 적이 있으며 청년 시절에는 대한제국 시대 말기에 대한제국 하급 관료 직책을 잠시 지낸 전력이 있다.
그는 훗날 1919년 4월 4일 충남 서산군(瑞山郡) 정미면 천의(天宜) 장날을 이용하여 1천여 명의 대호지면(大湖芝面) 면민(面民)과 함께 만세시위운동을 전개하였다.
서울에서 전개되었다는 3·1 대한 독립 운동의 소식을 접하면서 충청남도 서산 대호지면의 면민들은 1919년 3월 중순부터 만세시위를 계획해 갔다. 평소 식민지 통치의 부당성에 대하여 민족의식을 고취시켜가던 면사무소 사환 송재만(宋在萬)이 행동총책을 맡고, 면장 이인정(李寅正), 면내 유지 남계원(南桂原) 등이 만세시위에 참가하면서 3월 19일에 만세시위를 전개하였다. 이 때 시위 군중은 경찰 주재소 앞에서 시위를 벌이다가, 출동한 일본군과 일경에 의해 송재만·이인정 등의 주동인물이 피체되고 말았다.
이후 대호지면민 이들을 다시금 대한 독립 만세 시위를 추진하여 이웃 정미면 천의 장날인 4월 4일을 기해 대규모의 만세시위를 전개하였다. 대호지면에서 출발한 이들은 정미면 천의리에 이르러 경찰 주재소를 습격하여 건물을 파괴하고 일본인 순사와 순사보 등을 구타하는 한편 대한독립만세를 고창하였다.
그러나 서산·당진·공주에서까지 동원된 일본 군경에 의해 이들 만세군중은 해산하고 만세시위에 참가했던 수백 명의 인사들이 피체되었다.
그는 이 일로 피체되어 1919년 4월 24일 서산경찰서에서 소위 보안법 위반으로 태형(笞刑) 90도를 받았다.
그 후 국민정부 시대 중화민국 대륙 본토 장쑤 성 상하이 주재 대한민국 임시정부 측에 건너가 1922년에서 1925년까지 한국독립당 당무행정위원 직위를 잠시 지냈으며 1925년 한국독립당 당무행정위원 직위 사퇴와 함께 한국독립당 탈당한 후 1926년 2월, 조선국 충청남도 서산 향리에 귀국 및 귀향하얐다.

## 사후
대한민국 정부에서는 선생의 공훈을 기리고자 1995년 3월 1일을 기하여 대한민국 대통령 표창장을 추서하였다.